# 馬原孝浩
馬原 孝浩（まはら たかひろ、1981年12月8日 - ）は、熊本県熊本市中央区出身の元プロ野球選手（投手、右投右打）、元火の国サラマンダーズ監督、野球指導者、YouTuber。

## 経歴

### プロ入り前
小学校時代には、熊本市の選抜チームのエースとして同市の姉妹都市であるサンアントニオ市（アメリカ合衆国テキサス州）の選抜チームと試合をした経験がある。熊本市水前寺野球場で行われた県大会の決勝戦にて、当時男子に交じって少年野球をやっていた元プロゴルファーの古閑美保にライトオーバーの本塁打を打たれたことがあり、馬原自身も当時のことを鮮明に覚えていると『ジャンクSPORTS』などで語っていたが、実は打たれていない。ジャンクスポーツスタッフに「ここは打たれたことにしてください」と頼まれコメントした。
九州共立大学では1学年上の新垣渚と共にエースとして活躍。1年の大学選手権では新垣の後を受けて全国デビュー、2年時は準々決勝で完封、4年の同大会は初戦で糸井嘉男（近大）と投げ合い5回コールド完封などベスト4。福岡六大学リーグ通算46試合登板、30勝4敗、防御率1.10。最優秀選手2回、最優秀投手1回、ベストナイン4回受賞する。日米大学野球選手権大会（2002年、2003年）、世界大学野球選手権大会（第1回：2002年イタリアで開催、日本は銅メダル獲得）の代表にも選ばれ、2003年のドラフト自由獲得枠で福岡ダイエーホークスに入団。プロ入り前に、大学は、中退をするつもりであるという趣旨の発言をスポーツ記者にしている。

### ダイエー・ソフトバンク時代
2004年は新人王有力候補と期待され開幕一軍入りし、開幕4戦目の西武ライオンズ戦で初先発初勝利を挙げたが、その後は体調を崩しわずか3勝。フレッシュオールスターゲームでは敗戦投手になった。
2005年は開幕3戦目で初完投勝利を挙げたが、その後3連敗して二軍落ちした。しかし交流戦からリリーフとして一軍に復帰すると、三瀬幸司の不調により抑えに定着した。42試合に登板してリーグ2位タイの22セーブを記録し、王貞治監督に翌年のクローザーに指名された。
2006年は開幕前の3月に開催された第1回ワールド・ベースボール・クラシック(WBC)に石井弘寿の故障のため、2次リーグから日本代表に選出された。久保田智之とともに出場機会がなかった。シーズンでは初めて年間通して抑えを務め、51試合で防御率1.65で29セーブの数字を残した。8月23日のオリックス・バファローズ戦では自己最速の156km/hを計測。被本塁打は9月2日の東北楽天ゴールデンイーグルス戦でホセ・フェルナンデスに打たれた1本のみだった。オフに開催された日米野球の抑え投手部門にファン投票1位で選出され、第2戦、第5戦に登板し計3イニングを無失点。第5戦では4試合で4本塁打していたライアン・ハワードに全球ストレートで勝負し、空振り三振に仕留めた。
2007年は前半から好調で、オールスター以前の自責点は2で防御率0点台の快投を見せた。オールスターゲームでは前年に続き敗戦投手となった。後半疲れからか3敗を喫したが、2年連続の防御率1点台に球団記録となるシーズン38セーブを記録し、初の最多セーブ投手のタイトルを獲得。またその活躍により「2007 ヤナセ・福岡ソフトバンクホークス MVP賞」を受賞。メルセデスベンツA200 TURBO AVANTGARDEが贈られた。ほっともっとフィールド神戸が苦手であるとされ、2007年は5度の登板で3度セーブに失敗。またシーズン14失点のうち7点を同球場で失っている。2007年に元テレビ西日本アナウンサーの畑野優理子と結婚（婚姻届の提出12月3日、挙式12月16日)。両者の間には2009年12月28日に女児、2012年5月9日に男児が誕生している。
2008年は開幕直前に右肩炎症を発症し長期離脱。7月25日に一軍登録され、翌7月26日の対千葉ロッテマリーンズ戦でシーズン初セーブを挙げるとその後もセーブを重ねた。しかし9月7日のロッテ戦では4点リードの9回に登板するも満塁のピンチを招くと橋本将に同点満塁本塁打を打たれ1死を取っただけで降板し、チームも延長12回に勝ち越され敗れた。するとその後のチームも調子を落とした。10月6日の楽天戦で日本人選手では最速となる178試合目での通算100セーブを達成、翌7日の楽天戦は両チーム共にシーズン最終戦でチームにとってもこの年限りで監督を勇退する王貞治が指揮を執る最後の試合となった。両チームの投手陣が1点も与えず馬原は延長11回途中から登板し得点を許さなかった。次の回で打線が得点できず勝ちがなくなり12回も登板するが山崎武司にサヨナラ適時打を打たれて敗れてしまいチームの最下位が決定した上、王監督最後の試合を勝利で飾れず王政権最後の敗戦投手となった。最終的に21試合で2敗11セーブ、防御率2.79の成績しか残せなかった。
2009年は開幕前の3月に開催された第2回WBCの日本代表に選出され、2大会連続2度目の選出を果たした。同大会では5試合に登板した。シーズンでは5月25日の対東京ヤクルトスワローズ戦でシーズン中での自己最速となる157km/hを計測し、7月21日の対楽天戦では球団新記録となる通算118セーブを達成。リーグ2位となる29セーブを記録した。
2010年7月28日の楽天戦において登板267試合目で日本人最速で通算150セーブを達成した。シーズンでは前年と同数の53に登板し、リーグ2位の32セーブ、防御率1.63、被本塁打は1本に抑えた。
2011年はキャンプの時期から病気の母親の看病と並行していたが、母親は癌性髄膜炎の為開幕直前の4月10日に他界した。このため開幕戦に帯同しなかった。帯同後は抑えとして登板するも、4月23日までにセーブ失敗を2度記録するなど登板した全試合で失点を喫した。結局、5試合で1勝1敗（1勝はセーブがつく場面で登板して追いつかれ、その裏にサヨナラ勝ちしたためについたもの）、防御率13.50と不振を極め、1セーブも挙げられないまま4月24日に二軍降格となった。二軍での再調整を経て5月23日に一軍登録されると、25日の対読売ジャイアンツ戦で1点リードの最終回に登板し、3者凡退で抑えシーズン初セーブを記録した。しかし7月18日の登板後に右肩の違和感を訴えて、翌日に右肩関節の大円筋付着部の筋挫傷と判明して登録抹消。出場予定だったオールスター戦も辞退した。9月11日に1軍復帰した。クライマックスシリーズ・日本シリーズでも抑えの役割として登板するも、日本シリーズ第1戦では小池正晃に本塁打、第2戦では森野将彦に適時打を浴び2試合連続で延長戦で勝ち越され、敗戦投手となった。その後第5戦と第6戦の登板では無失点に抑えたが、第7戦はセーブ機会で9回を迎えたが、登板することはなかった。しかし、チームは8年ぶりに日本一に輝いた。
2012年2月28日に右肩を手術し、復帰予定は6ヶ月後となる見込みとされたが、結局この年は1度もブルペンにも立つ事ができず、一・二軍共に登板なしに終わった。

### オリックス時代
2013年1月12日、寺原隼人のFA移籍に伴う人的補償で、オリックスに移籍する事がソフトバンク、オリックス両球団から発表された。球団フロントは馬原が右肩の故障明けで年俸が1億3500万と高額だったことや、同年FA権を取得することもあり、28人のプロテクト枠から除外していた。ソフトバンクで監督代理を務めたこともある新任の森脇浩司監督は迷わず馬原を選択。寺原のソフトバンク復帰を最も喜んでいたため皮肉な結果となったが、寺原には「全然気にしなくていい」と伝えた。
2013年はクローザー候補として期待されながら、3月5日にヤクルトとのオープン戦で右腕の脱力感を訴えて降板。神戸市内の病院で精密検査を受けた結果、右鎖骨下の「腕神経叢の炎症」と診断されたため、シーズンの大半を患部の治療に費やした。シーズンの終盤には一軍へ復帰。9月28日の日本ハム戦で自身711日ぶりの一軍戦登板を果たすと、1イニングを無失点に抑えた。しかし長期離脱が響き一軍では3試合の登板に留まった。
2014年はシーズンを通じてセットアッパーに起用された。自身のキャリアでは初めてのポジションながら、8回を担う佐藤達也へ繋ぐ役目を任されたため、公式戦では7回に登板することが多かった。その結果、一軍では自己最多の55試合に登板。33ホールドポイントを記録するなど、救援陣の屋台骨を支えるとともに、チームのシーズン2位とクライマックスシリーズへの進出に貢献した。
2015年も前年に続いて開幕からセットアッパーで起用された。しかし、一軍の救援陣を担う投手（佐藤やクローザーの平野佳寿など）が相次いで戦列を離れた4月上旬からは、移籍後初めてクローザーを任された。4月20日の対埼玉西武ライオンズ戦（ほっともっとフィールド神戸）では自身4年振りのセーブ、翌21日の対ロッテ戦（QVCマリンフィールド）ではこの年唯一の勝利を記録。その一方で、登板した9試合の通算防御率が7.56に達したり、複数の試合で救援に失敗したりするなど投球内容に精彩を欠いた。5月2日に出場選手登録を抹消された後は、ウエスタン・リーグ公式戦での登板中に左膝を痛めたことから、一軍への復帰を果たせなかった。さらに9月には、翌年の契約に関して、日本プロフェッショナル野球協約（野球協約）上の減額制限を超える大幅な減俸を球団から提示。馬原がこの提示に同意しないまま、アメリカ球界への挑戦を視野に球団側へ自由契約を申し入れたため、球団では10月1日に馬原の退団を発表した。12月2日付で、日本野球機構（NPB）から自由契約選手として公示。しかし、「自分にとってのベストパフォーマンスができなくなった」という理由で、14日に現役引退を表明した。

### 現役引退後
福岡での生活を再開するとともに、「体のケアについてもう一度、一から勉強したい」との希望から、コーチや球団スタッフや九州朝日放送の野球解説者としてのオファーを辞退し、柔道整復師・鍼灸師を目指して北九州の小倉にある九州医療スポーツ専門学校へ入学。2019年3月には柔道整復師と鍼灸師の国家試験に合格した。この間、2016年、古巣である福岡ソフトバンクホークスの福岡ソフトバンクホークスJr.チームの監督に就任したが、翌2017年は学業との両立が困難になったため1シーズンで監督を新垣渚に譲り退任した。
2018年からはTVQ九州等のゲスト解説者としてソフトバンク戦の中継にスポット出演している。
トレーナーとしての活動の傍ら、地元でのソフトボール等に参加している。トレーナーとして「肩に関しては特に自信がある」という馬原の元には、中堅やベテラン選手が来ることも多く、岩嵜翔や嘉弥真新也も担当し、2021年のオフに初めて訪れた岩貞祐太も左肩がひどい状態だったが、馬原のケアで復活。岩貞は「他のトレーナーと比にならないというか唯一無二。全く体の調子が違うし、受けたらみんなびびる」とそのすごさを明かし、馬原は自身のことを「再生工場」と表現し、「困った時の最終手段になれれば」と話し、2024年は岩貞、伊藤将司の自主トレで指導している。
2020年10月17日、2021年より熊本ゴールデンラークスを改組して発足する独立リーグ球団「火の国サラマンダーズ」の「ピッチングGM」に就任することが発表された。GM（ゼネラルマネージャー）という肩書だが、リーグ公式サイトではコーチ扱いとなっている。
2021年シーズン終了後の10月8日、細川亨の後任として監督（GM補佐兼任）に就任することが発表された。就任初年度となる2022年にリーグ優勝（チームとしては連覇）を達成した。チームとして初めて出場したグランドチャンピオンシップは2試合に連勝して、地元開催のシリーズで初優勝を達成した。2023年もリーグ優勝とグランドチャンピオンシップ優勝をそれぞれ達成した。シーズン終了後の10月4日、今シーズン限りでの監督退任が発表された。
退任から1年が経過した2024年10月8日、火の国のゼネラルマネージャーに就任予定（就任日未定）であることが球団から発表された。11月22日に火の国球団は記者会見を開き、正式にGMに就任した。

## 選手としての特徴
最速はWBCで記録した158km/h レギュラーシーズンでの最速は157km/hで2010年には両リーグの日本人投手トップの平均球速150.2km/hをマークした速球と、落差の大きなフォーク（スプリットと言われることもある）、カットボールを武器とする。変化球は他にもカーブや2種類のスライダーも投球割合の数パーセントを占める。先発時代にはチェンジアップも用いていた。

## 人物
趣味は釣り、買い物。またキャンプでは本を数冊持参するなど読書家でもある。
国立療養所菊池恵楓園（国立ハンセン病療養所、熊本県合志市）を入団以来毎年訪問し、交流を続けている。入団壮行会の激励金の一部を同園に寄付し、園内グラウンドでトレーニングをした。
ダイエー・ソフトバンク時代のチームメイトで数少ない同学年の川﨑宗則とは、「まーくん」「ムネ」と呼ぶ間柄で、独身時代は寮の部屋を行き来したり、運転の得意でない川﨑の代わりに車庫入れを手伝わされていた。
寺原のFA移籍の人的補償によるオリックス移籍を知らせる電話が掛かって来たのは、奇しくもその寺原本人や他のホークスのチームメイトたちとバーベキューをしている最中だった。戸惑いながらも前向きに受け止めた馬原に対し、寺原の方が強いショックを受けていたという。

## 詳細情報

### 年度別投手成績
| 年 度      | 球 団                 | 登 板 | 先 発 | 完 投 | 完 封 | 無 四 球 | 勝 利 | 敗 戦 | セ 丨 ブ | ホ 丨 ル ド | 勝 率 | 打 者 | 投 球 回 | 被 安 打 | 被 本 塁 打 | 与 四 球 | 敬 遠 | 与 死 球 | 奪 三 振 | 暴 投 | ボ 丨 ク | 失 点 | 自 責 点 | 防 御 率 | W H I P |
| ---------- | --------------------- | ----- | ----- | ----- | ----- | -------- | ----- | ----- | -------- | ----------- | ----- | ----- | -------- | -------- | ----------- | -------- | ----- | -------- | -------- | ----- | -------- | ----- | -------- | -------- | ------- |
| 2004       | ダイエー ソフトバンク | 11    | 8     | 0     | 0     | 0        | 3     | 3     | 0        | --          | .500  | 238   | 50.0     | 66       | 7           | 22       | 0     | 4        | 37       | 2     | 0        | 36    | 35       | 6.30     | 1.76    |
| 2005       | ダイエー ソフトバンク | 42    | 6     | 1     | 0     | 0        | 6     | 6     | 22       | 2           | .500  | 332   | 76.0     | 70       | 4           | 33       | 3     | 4        | 68       | 3     | 0        | 31    | 26       | 3.08     | 1.36    |
| 2006       | ダイエー ソフトバンク | 51    | 0     | 0     | 0     | 0        | 0     | 4     | 29       | 1           | .000  | 223   | 54.2     | 47       | 1           | 14       | 8     | 0        | 62       | 3     | 1        | 13    | 10       | 1.65     | 1.12    |
| 2007       | ダイエー ソフトバンク | 54    | 0     | 0     | 0     | 0        | 2     | 4     | 38       | 1           | .333  | 271   | 67.1     | 50       | 4           | 18       | 5     | 2        | 68       | 3     | 0        | 14    | 11       | 1.47     | 1.01    |
| 2008       | ダイエー ソフトバンク | 21    | 0     | 0     | 0     | 0        | 0     | 2     | 11       | 2           | .000  | 80    | 19.1     | 14       | 1           | 6        | 0     | 0        | 23       | 3     | 0        | 6     | 6        | 2.79     | 1.03    |
| 2009       | ダイエー ソフトバンク | 53    | 0     | 0     | 0     | 0        | 4     | 3     | 29       | 4           | .571  | 253   | 58.1     | 58       | 5           | 19       | 0     | 2        | 67       | 5     | 0        | 21    | 14       | 2.16     | 1.32    |
| 2010       | ダイエー ソフトバンク | 53    | 0     | 0     | 0     | 0        | 5     | 2     | 32       | 2           | .714  | 246   | 60.2     | 54       | 1           | 12       | 0     | 1        | 49       | 3     | 0        | 12    | 11       | 1.63     | 1.09    |
| 2011       | ダイエー ソフトバンク | 33    | 0     | 0     | 0     | 0        | 1     | 2     | 19       | 2           | .333  | 133   | 32.1     | 29       | 2           | 8        | 1     | 0        | 33       | 1     | 0        | 11    | 11       | 3.06     | 1.15    |
| 2013       | オリックス            | 3     | 0     | 0     | 0     | 0        | 0     | 0     | 0        | 1           | ----  | 10    | 3.0      | 0        | 0           | 1        | 0     | 0        | 4        | 0     | 0        | 0     | 0        | 0.00     | 0.33    |
| 2014       | オリックス            | 55    | 0     | 0     | 0     | 0        | 1     | 4     | 0        | 32          | .200  | 212   | 50.2     | 45       | 2           | 20       | 0     | 2        | 42       | 0     | 0        | 21    | 20       | 3.55     | 1.28    |
| 2015       | オリックス            | 9     | 0     | 0     | 0     | 0        | 1     | 1     | 2        | 0           | .500  | 43    | 8.1      | 14       | 3           | 4        | 0     | 0        | 2        | 0     | 0        | 7     | 7        | 7.56     | 2.16    |
| 通算：11年 | 通算：11年            | 385   | 14    | 1     | 0     | 0        | 23    | 31    | 182      | 47          | .426  | 2041  | 480.2    | 447      | 30          | 157      | 17    | 15       | 455      | 23    | 1        | 172   | 151      | 2.83     | 1.26    |

### WBCでの投手成績
| 年 度 | 代 表 | 登 板 | 先 発 | 勝 利 | 敗 戦 | セ ｜ ブ | 打 者 | 投 球 回 | 被 安 打 | 被 本 塁 打 | 与 四 球 | 敬 遠 | 与 死 球 | 奪 三 振 | 暴 投 | ボ ｜ ク | 失 点 | 自 責 点 | 防 御 率 |
| ----- | ----- | ----- | ----- | ----- | ----- | -------- | ----- | -------- | -------- | ----------- | -------- | ----- | -------- | -------- | ----- | -------- | ----- | -------- | -------- |
| 2009  | 日本  | 5     | 0     | 0     | 0     | 0        | 20    | 5.0      | 6        | 0           | 1        | 0     | 0        | 2        | 0     | 0        | 2     | 2        | 3.60     |

- 各年度の太字はリーグ最高
- ダイエー（福岡ダイエーホークス）は、2005年にソフトバンク（福岡ソフトバンクホークス）に球団名を変更

### タイトル
- 最多セーブ投手：1回 （2007年）

### 表彰
- JA全農Go・Go賞：3回 （救援賞：2005年6月、2006年6月、2009年6月）
- ヤナセ・福岡ソフトバンクホークスMVP賞：1回 （2007年）
- 熊本県スポーツ優秀大賞特別賞 （2006年）[43]
- 福岡県 栄誉賞：1回 （2006年）[44]
- 福岡市スポーツ栄誉賞：2回 （2006年、2009年）[45]

### 記録
投手記録
- 初登板・初先発・初勝利：2004年3月30日、対西武ライオンズ2回戦（福岡ドーム）、8回2失点
- 初奪三振：同上、2回表に後藤武敏から空振り三振
- 初完投：2005年4月3日、対千葉ロッテマリーンズ3回戦（千葉マリンスタジアム）、8回5失点（自責点3）で敗戦投手
- 初セーブ：2005年6月4日、対読売ジャイアンツ5回戦（東京ドーム）、8回裏1死に2番手で救援登板・完了、1回2/3を無失点
- 初ホールド：2005年6月5日、対読売ジャイアンツ6回戦（東京ドーム）、7回裏1死に3番手で救援登板、1回2/3を無失点
- 100セーブ：2008年10月6日、対東北楽天ゴールデンイーグルス23回戦（クリネックススタジアム宮城）、9回裏に2番手で救援登板・完了、1回無失点　※史上22人目（178試合目での達成は栗林良吏と並び日本人最速タイ）
- 150セーブ：2010年7月28日、対東北楽天ゴールデンイーグルス15回戦（福岡Yahoo! JAPANドーム）、9回表に5番手で救援登板・完了、1回無失点　※史上9人目

打撃記録
- 初安打・初打点：2005年6月8日、対広島東洋カープ5回戦（広島市民球場）、9回表にマイク・ロマノから右越適時二塁打

その他記録
- オールスターゲーム出場：3回 （2006年、2007年、2010年）

### 背番号
- 14 （2004年 - 2012年）
- 20 （2013年 - 2015年）
- 82 （2021年 - 2023年）

### 登場曲
- 「We Will Rock You」- Queen
- 「HORSESHOES AND HANDGRENADES」- Green Day (2014年 - 2015年)

### 代表歴
- 2006 ワールド・ベースボール・クラシック日本代表
- 2009 ワールド・ベースボール・クラシック日本代表